# Johanneskirche (Aurich)

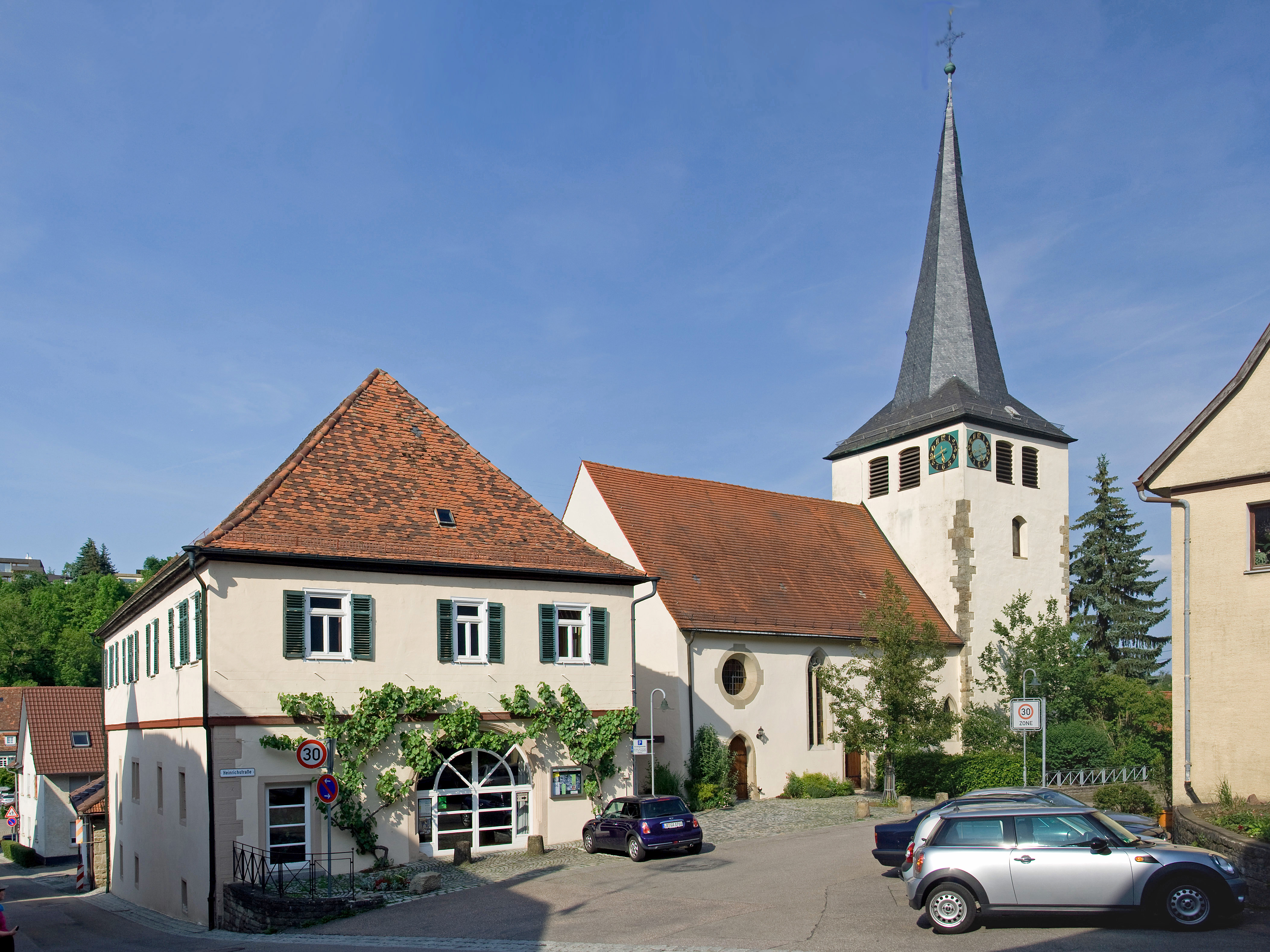
Johanneskirche in Aurich

Die Johanneskirche ist ein geschütztes Kulturdenkmal nach dem Denkmalschutzgesetz in Aurich, einem Stadtteil der Großen Kreisstadt Vaihingen an der Enz im Landkreis Ludwigsburg in Baden-Württemberg. Die Kirchengemeinde gehört zum Kirchenbezirk Vaihingen-Ditzingen der Evangelischen Landeskirche in Württemberg.

## Beschreibung
Die Saalkirche besteht aus einem spätgotischen Langhaus, einem eingezogenen, romanischen Chorturm, der mit der Südwand des Langhauses fluchtet, und der an der Nordwand des Chorturms im 13. Jahrhundert angebauten Sakristei, deren Innenraum mit einem Tonnengewölbe überspannt ist. Der Chorturm wurde 1600 um ein Geschoss aus Holzfachwerk aufgestockt, das die Turmuhr und den Glockenstuhl beherbergt, und mit einem achtseitigen Knickhelm bedeckt. Der Chor, das heißt das Erdgeschoss des Chorturms ist mit einem jüngeren Kreuzrippengewölbe überspannt, das auf den älteren Konsolen aufsitzt. 
Im Westen des Langhauses wurde 1591 eine Empore eingebaut. Zwei Buntglasfenster schuf Robert Eberwein im Rahmen der großen Kirchenrenovierung des Jahres 1955. Die Orgel mit sieben Registern wurde 1957 von der E. F. Walcker & Cie. gebaut.